# (35954) 1999 KY15
1999 KY15 (asteroide 35954) é um asteroide da cintura principal. Possui uma excentricidade de 0.13192380 e uma inclinação de 4.06263º.
Este asteroide foi descoberto no dia 18 de maio de 1999 por LINEAR em Socorro.